# Simon Falette
Simon Augustin Falette, más conocido como Simon Falette, (Le Mans, 19 de febrero de 1992) es un futbolista guineano que juega de defensa en el Football Club de Martigues de la Ligue 2. Es internacional con la selección de fútbol de Guinea.

## Selección nacional
Falette nació en Francia, pero tenía ascendencia guineana, lo que hizo posible que debutase con la selección de fútbol de Guinea el 18 de noviembre de 2018, en un partido de clasificación para la Copa África 2019.

## Clubes
| Club                      | País            | Año       |
| ------------------------- | --------------- | --------- |
| F. C. Lorient             | Francia         | 2011-2014 |
| Stade Lavallois (cedido)  | Francia         | 2012-2013 |
| Stade Brest (cedido)      | Francia         | 2013-2014 |
| Stade Brest               | Francia         | 2014-2016 |
| F. C. Metz                | Francia         | 2016-2017 |
| Eintracht Fráncfort       | Alemania        | 2017-2020 |
| Fenerbahçe S. K. (cedido) | Turquía         | 2020      |
| Hannover 96               | Alemania        | 2020-2021 |
| Hatayspor                 | Turquía         | 2021-2023 |
| F. C. Zbrojovka Brno      | República Checa | 2024      |
| F. C. Martigues           | Francia         | 2024-     |

## Palmarés

### Títulos nacionales
| Título           | Club                | País     | Año  |
| ---------------- | ------------------- | -------- | ---- |
| Copa de Alemania | Eintracht Fráncfort | Alemania | 2018 |